# Kościół św. Antoniego z Padwy w Katowicach-Dąbrówce Małej
Kościół świętego Antoniego z Padwy – rzymskokatolicki kościół parafialny należący do dekanatu Katowice-Bogucice archidiecezji katowickiej. Znajduje się w katowickiej dzielnicy Dąbrówka Mała.

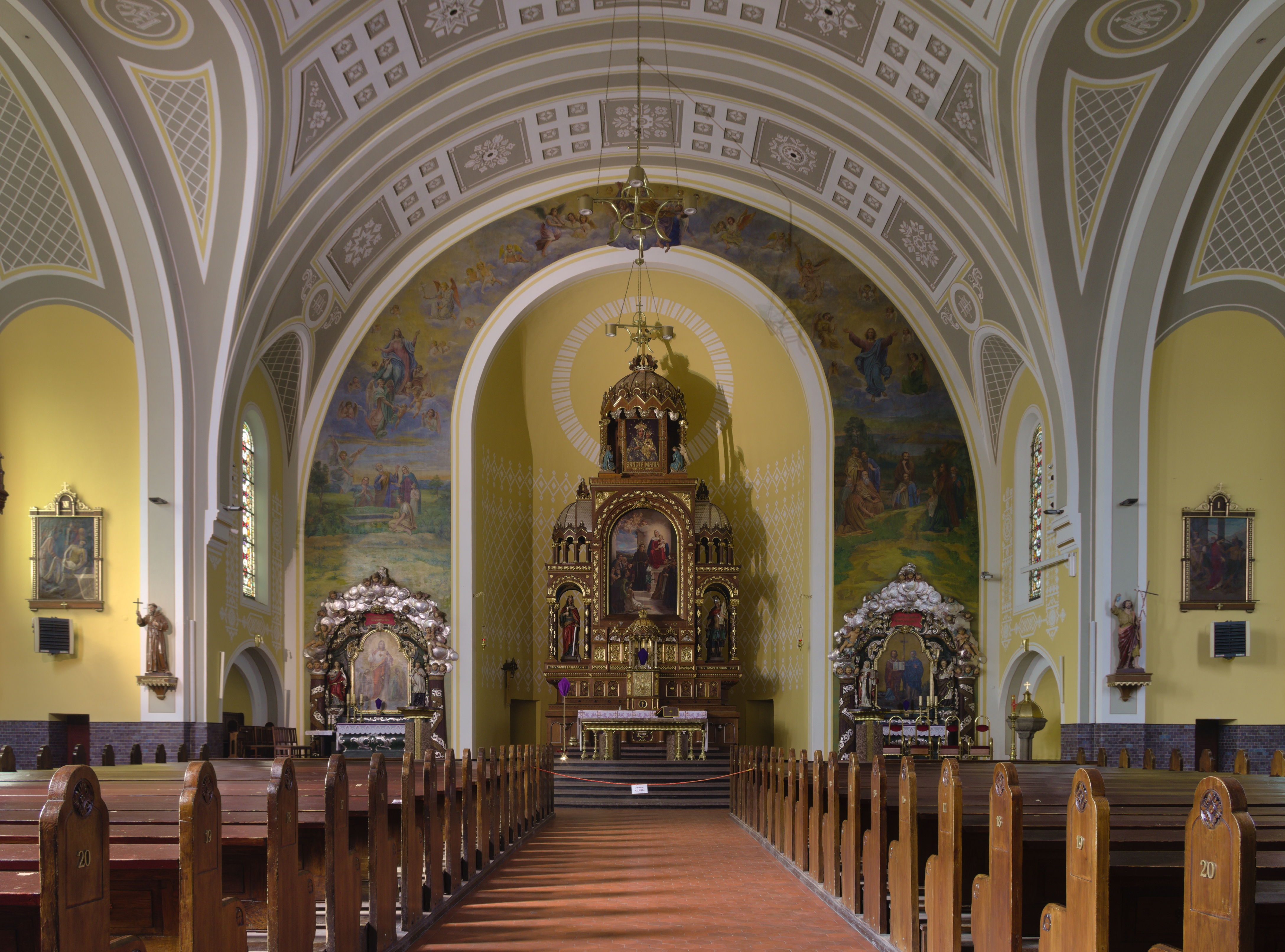
Wnętrze (2021)

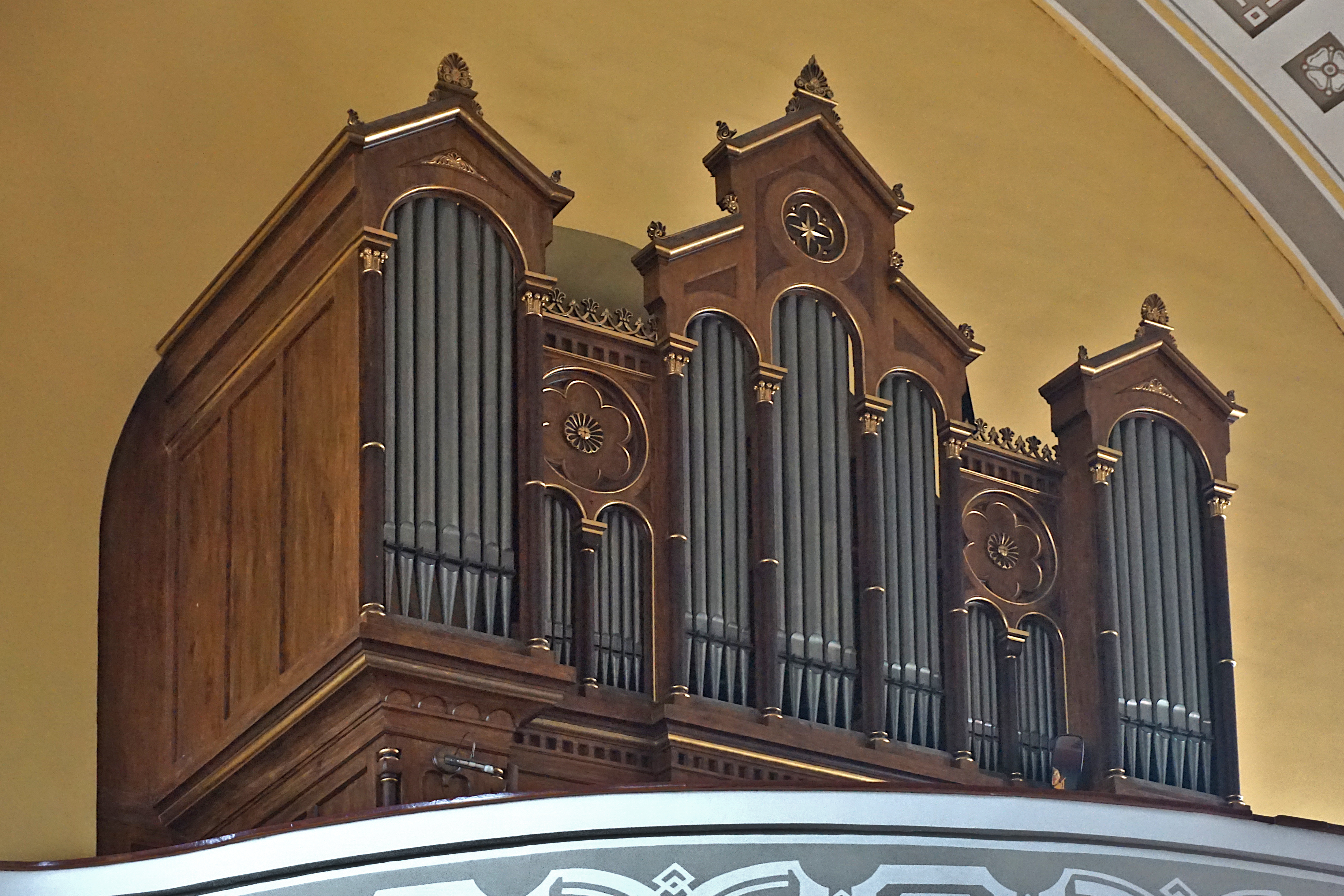
Organy firmy Brunona Goebla

Jest to świątynia zaprojektowana przez architektów: J. Meyersa i R. Fiszera z Wrocławia i wzniesiona w latach 1911-1912. Posiada konstrukcję trzynawową i charakter bazylikowy. Została zbudowana w stylu neobarokowym z elementami modernizmu. Fasada kościoła jest ozdobiona okazałą wieżą. Wyposażenie świątyni reprezentuje styl neoromański (są to m.in. ołtarz główny, ambona, konfesjonały, balaski i rzeźba Piety) oraz neobarokowy (są to ołtarze boczne). Te ostatnie zostały zbudowane w pracowni rzeźbiarza M. Laua w 1916 roku we Wrocławiu. Z kolei autorem malowideł ściennych (1933-1934) nad wyżej wymienionymi ołtarzami był malarz Pawlikowski z Krakowa. Uroczyście świątynia została poświęcona w dniu 17 listopada 1912 roku. Dwa lata później w jej wnętrzu zostały zamontowane pięknie brzmiące organy. W 1948 roku w czasie wielkiej wichury, która przeszła nad Katowicami, została zniszczona część kopuły wieży świątyni. Natomiast w latach 80. XX wieku zostało przebudowane prezbiterium kościoła.